# Wildcard (Steckkarte)

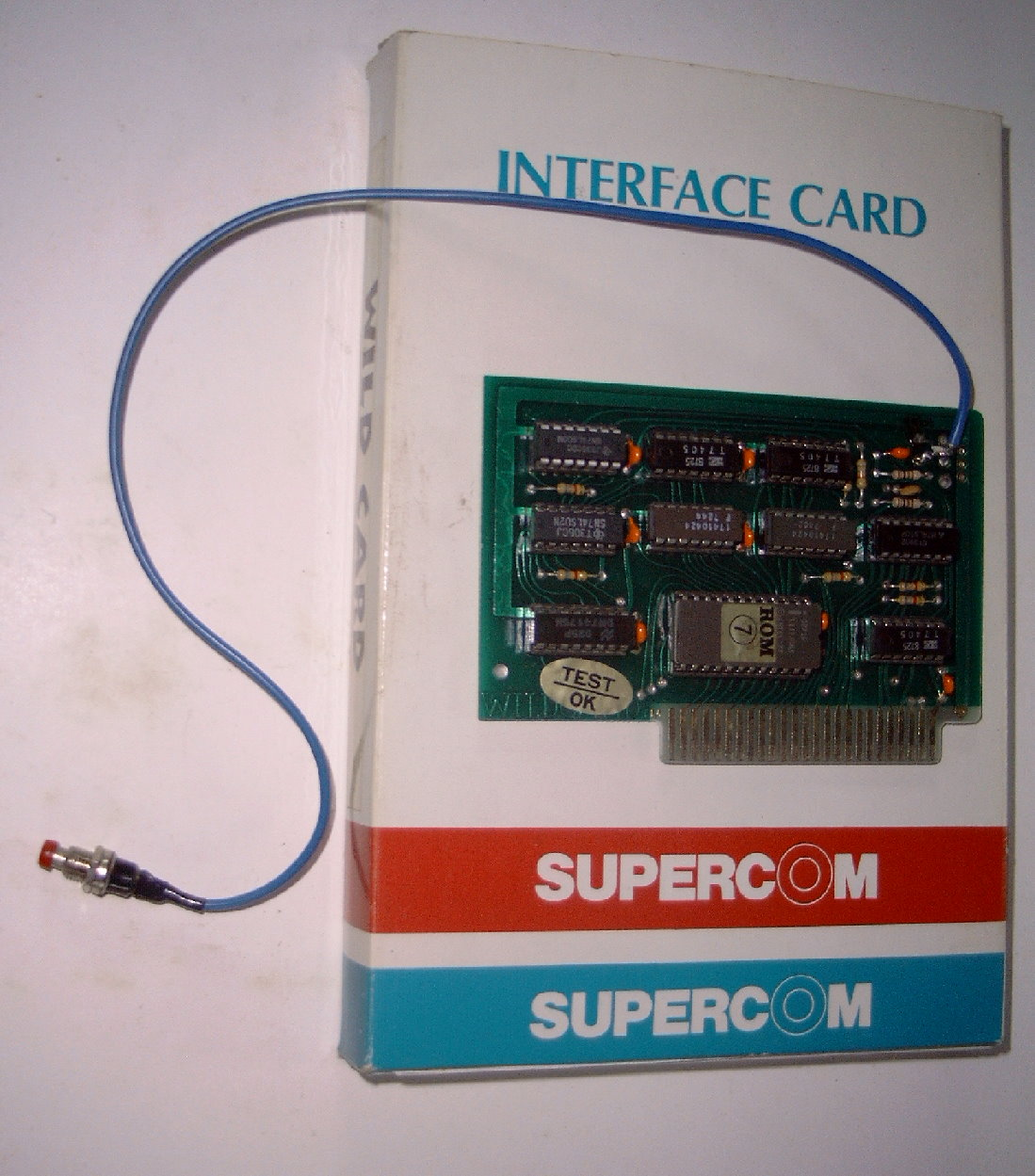
Wildcard 1 für den Apple II und Apple II+

Die Wildcard (auch Wild Card, eigene Schreibweise WILD CARD, englisch für „Platzhalter“) ist eine Steckkarte für den Apple II, Apple II+ und Apple IIe, mit der Sicherungskopien auch von kopiergeschützter Software angefertigt werden können. Die Karte erstellt direkt aus dem Arbeitsspeicher eine lauffähige Disketten-Version einer zuvor von Diskette gestarteten Software.
Das Gerät wurde von East Side Software Co. seit 1982 hergestellt und war in mehreren unterschiedlich ausgestatteten Ausführungen erhältlich. Version 1 kann 48-KB- und 64-KB-Disketten kopieren, Wildcard 2 und Wildcard Plus auf dem Apple IIe auch 128-KB-Disketten. Die Steckkarte war in den 1980er Jahren verbreitet genug, um für Produktpiraten interessant zu sein.
Wildcard 2 (anfangs Alaska Card) wurde zeitweise von Central Point Software, Inc. als Ergänzung zur Datensicherungssoftware Copy II+ vertrieben.